# Награда за порядочность
«Награда за порядочность» (исп. El premio del bien hablar) — комедия испанского драматурга Лопе де Веги, впервые опубликованная в 1635 году в составе «XXI части комедий Лопе де Вега» (уже после смерти автора). Время её написания неизвестно, но в тексте пьесы Лопе упоминает как покойного Мигеля де Сервантеса (умер в 1616) и воздаёт хвалу Луису де Гонгоре, с которым помирился незадолго до своей смерти. Таким образом, «Награда за порядочность» была написана в последние годы жизни драматурга. Один из источников утверждает, что эту комедию поставили в Эскориале в 1625 году, но эти данные небесспорны.
Пьеса сохранила определённую популярность даже в те времена, когда о Лопе забыли: её переиздали в начале XVIII века. В XIX веке «Награду за порядочность» ставили на сцене в переделке Вентуры де ла Вега.